# Губский, Игорь Иванович
Игорь Иванович Губский (11 июня 1954, Кадиевка, Ворошиловградская область, УССР, СССР — 8 февраля 2022) — советский и украинский художник. Внесён в Единый художественный рейтинг с кодом 4А — состоявшийся профессиональный художник с индивидуальным стилем и соответствующей ценовой рекомендацией. Один из немногих художников, отмеченных Третьяковской галереей как яркий представитель Украинской школы XX века, вместе с Татьяной Яблонской и Андреем Коцкой. Государственная Третьяковской галереей, Москва.
Работы Игоря Губского хранятся в Национальном художественном музее Украины, в Государственной Третьяковской галерее (Москва, Россия), в Художественном музее Мальмё (Швеция), в Горловском художественном музее, Сумском художественном музее, Луганском художественном музее, в частных коллекциях Украины, Англии, Израиля, Канады, США (Нью-Йорк и Чикаго), Швеции.

## Ранний период творчества
Игорь Губский родился 11 июня 1954 года в г. Кадиевка, Ворошиловградской области. Отец — Губский Иван Кондратьевич — художник. Мама — Людмила Александровна — домохозяйка. Детство провёл в Кадиевке, а со временем переехал с родителями в Ворошиловград.

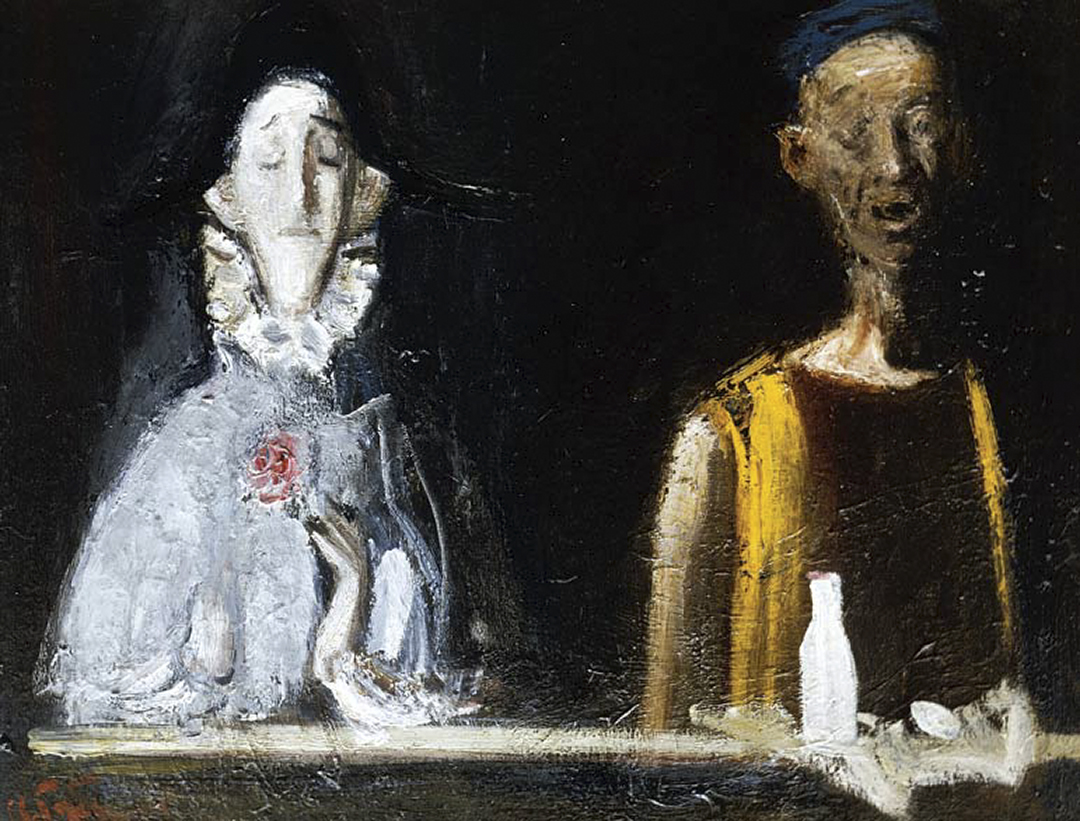
Искусство и жизнь. 1985. Холст, масло. Christie’s в 1990 год.

После восьмого класса, в 1969 году, Игорь Губский поступил в Ворошиловградское художественное училище, которое окончил с отличием в 1973 году, получив специальность преподавателя черчения и рисования.
Сразу после окончания художественного училища, в 1973 году, поступает в Киевский государственный художественный институт на факультет живописи. После второго курса попал в мастерскую Виктора Пузырькова.
В 1981 году, после возвращения из армии, принят в мастерскую к Сергею Григорьеву, где обучался в течение 3-х лет.
Картины художника участвуют в торгах на аукционе «Cristie’s», «Philips». Выставлены работы «Искусство и жизнь» (1985. Холст, масло), «Срочный заказ» (1987. Холост, масло), «Сон. Между боями» и многие другие. Все представленные работы были проданы.

### Хронология

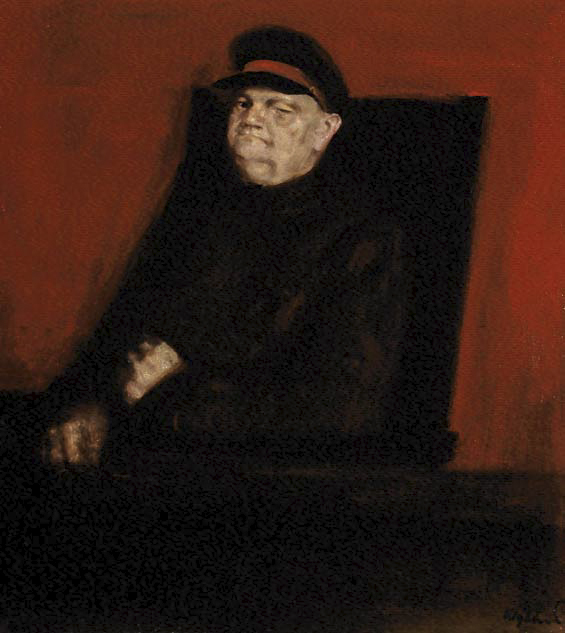
Вахтер. 1987. 130х135. Холст, масло. Коллекция Государственной Третьяковской галереи

1974 — начал участвовать в местных, республиканских и всесоюзных выставках.
1987 — награждён почетным дипломом Академии художеств СССР.
1987 — начал выставляться на международном уровне (Швеция, Сирия, Норвегия, Германия, Япония и др.).
1988 — полотно «Восстание» было приобретено Национальным художественным музеем Украины.
1990 — персональная выставка в Мальмё, Швеция. На выставке было представлено 22 картины, одна из которых была приобретена Художественным музеем Мальмё.
1990 — участие в аукционе Christie’s (все работы были распроданы).
1990 — участие в аукционе Phillips (все работы были распроданы).
1991 — картина «Вахтёр» куплена Государственной Третьяковской галереей, Москва.
1994 — выставка в Национальном музее истории Украины, Киев, Украина.
1999 — выставка в галерее «Яна», Киев.

## Застой и возврат к живописи

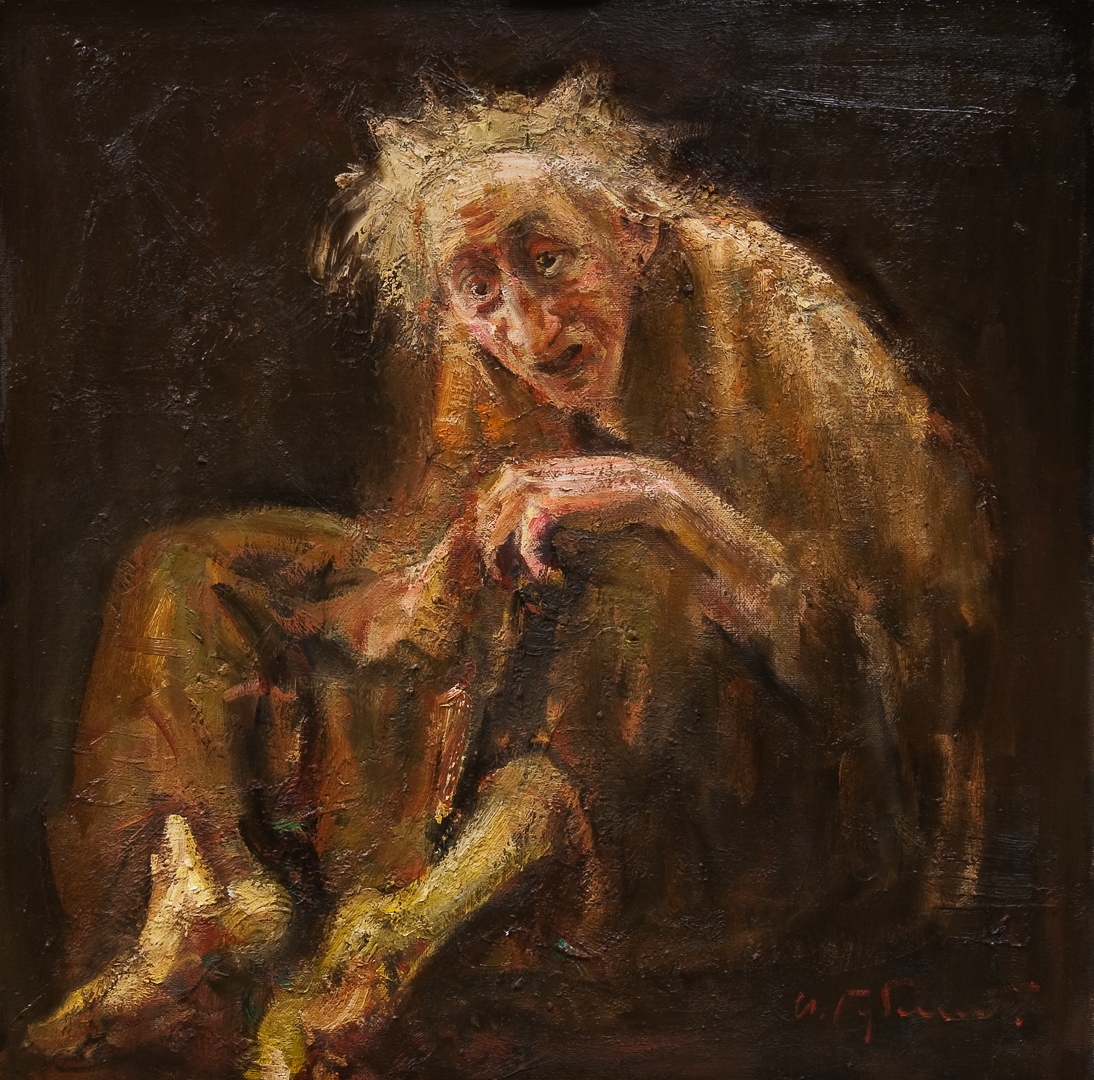
Старуха. 2009.100х100. Холст, масло.

С 1994 г. после ряда негативных событий в жизни художника наступили времена творческого застоя. Он рисовал редко и мало.
Новым витком для художника стал 2008 год, а первой значимой картиной, которую он написал после стольких лет паузы, стало полотно «Старуха», работа многократно переписывалась, потребовался почти год, чтобы её закончить.
Ключевыми сериями в этот период стали «Арлекины» и «Евреи», работы регулярно продавались на украинских аукционах и частным коллекционерам.

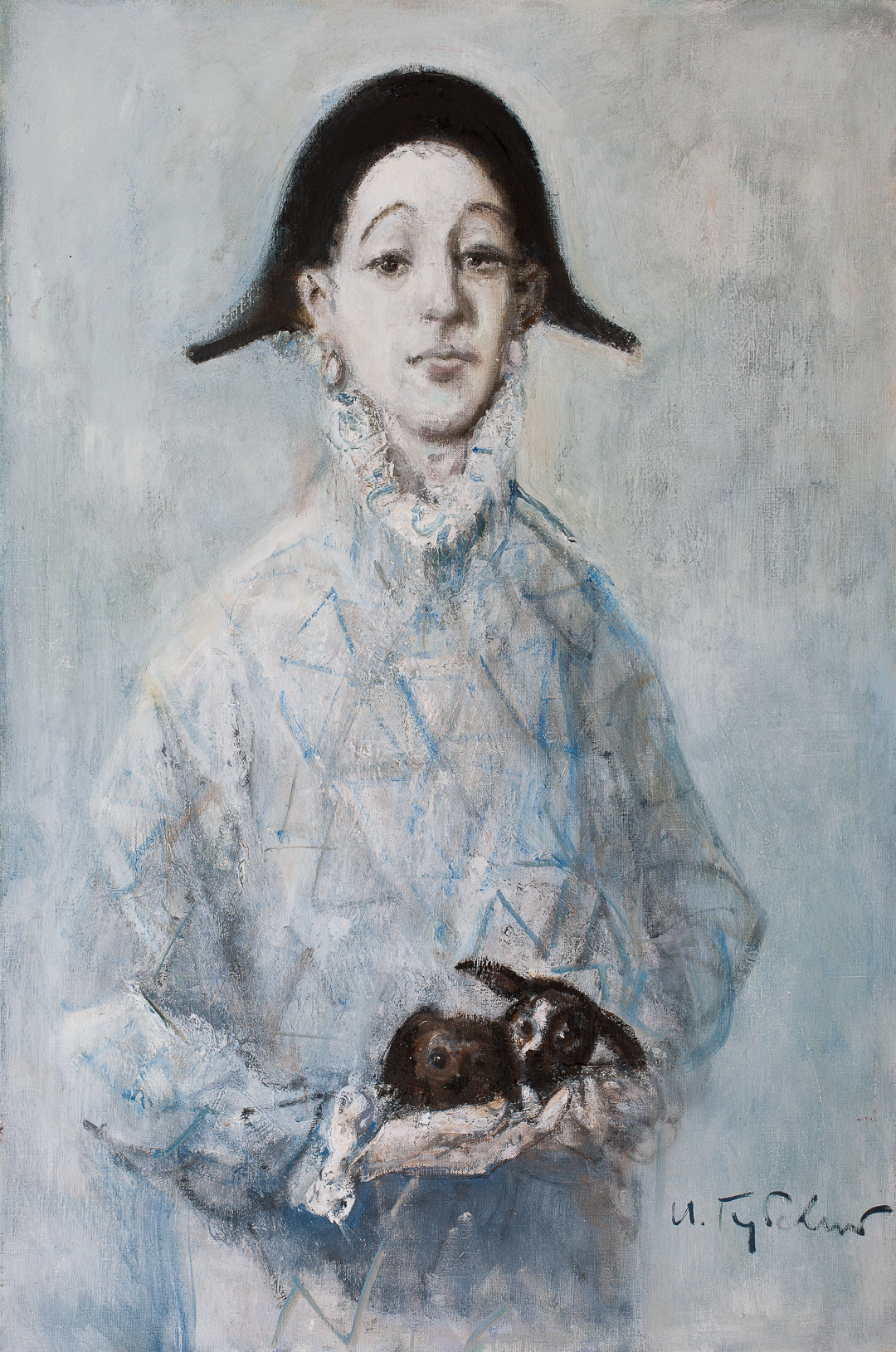
Арлекин, 2011. Холст, масло

### Хронология
2004 — исключен из членов НСХУ.
2008 — персональная выставка в «Tadzio Gallery», Киев, Украина.
2009 — персональная выставка в галерее «Персона», Киев, Украина.
2009 — персональная выставка в рамках IV Международной художественной ярмарки «Арт-Киев 2009».
2010 — персональная выставка «Женщины» на художественной ярмарке «Искусство в вашем интерьере», Музей «Духовные сокровища Украины».
2010 — персональная выставка «Город» на Международной художественной ярмарке «Fine Art Ukraine 2010».
2011 — персональная выставка на Московской художественной ярмарке XVI «АРТ МАНЕЖ 2011», ЦВЗ «Манеж», Москва, Российская Федерация.
2011—2013 — персональная выставка на Арт-Форуме «Fine Art Ukraine», Мыстецький арсенал, Киев, Украина.
2011 — выставка на Московском международном художественном салоне XIV «ЦДХ-2011. Художник. Город».
2012 — выставка в Московском международном художественном салоне XV «ЦДХ-2012. Пути — дороги».
2013 — выставка в Московском международном художественном салоне XVI «ЦДХ-2013. Процесс».
2014 — выставка в Московском международном художественном салоне XVII «ЦДХ-2014. Связь времен».
2014 — персональная выставка в Галерее изобразительных искусств «Мануфактура», Киев, Украина.
2018 — участие в выставке «Портрет» в Lera Litvinova Gallery.
Скончался 8 февраля 2022 года

## Оценка творчества

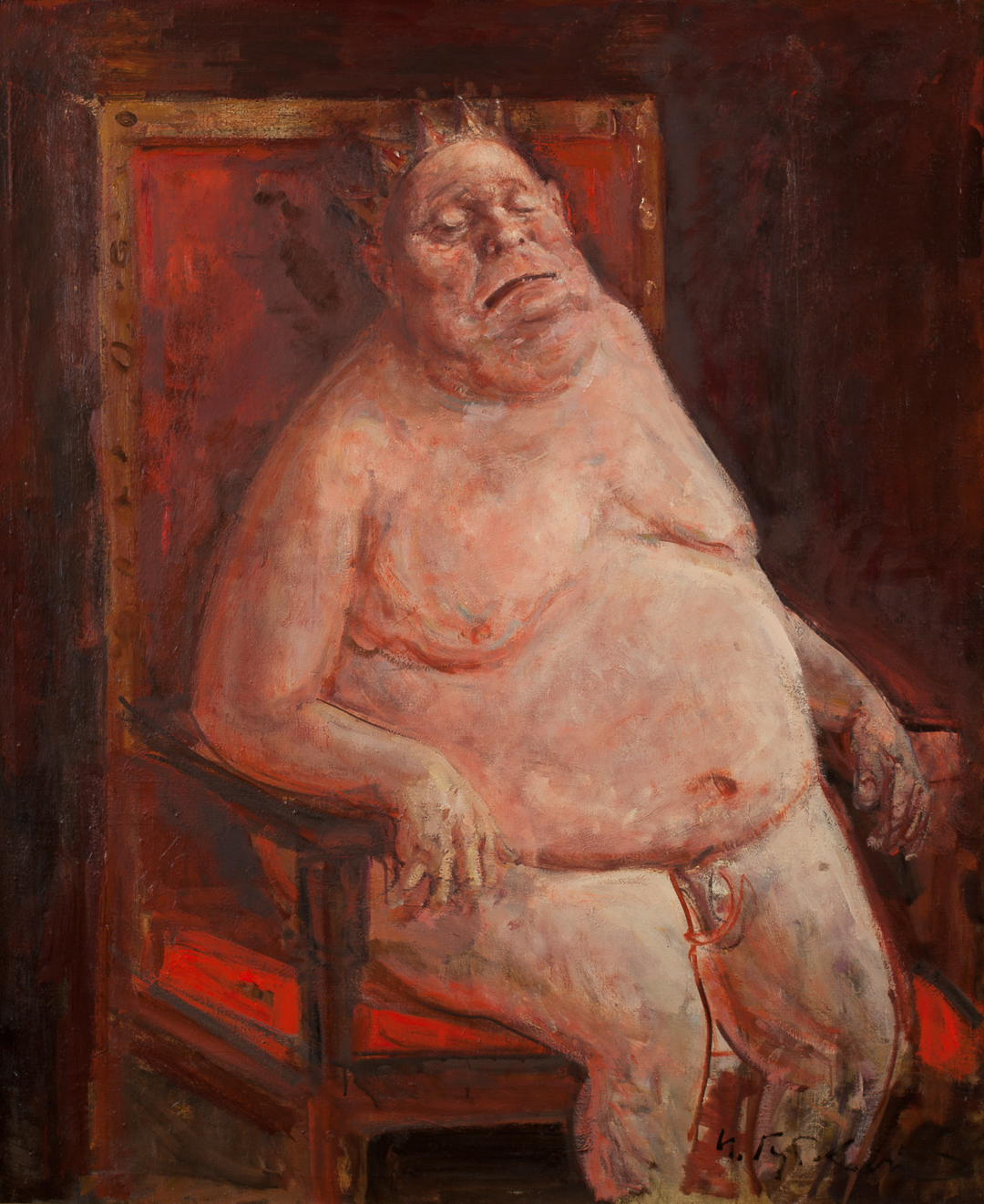
Отягощенный Властью, 2014. Холст, масло

Подавляющее большинство работ — портреты. Его стиль продолжал традиции психологического портрета старого или классического, доавангардного искусства.
Художественные и технические решения произведений Игоря Губского отсылают к эстетике образного мира Диего Веласкеса, экспрессивных и полных горечи и живого удивления работ Франсиско Гойи, драматических аккордов живописи Рембрандта. Он вдумчиво воплощал в своих работах технические находки и приемы живописи Николая Фешина и Корнелиу Баба.
Оценивая работы Губского, представленные на выставке в Мальмё, искусствовед Роман Звиняцковский писал:

Люди, которых мы встречаем на портретах Губского, не фантастические фигуры, а примеры оригинальных и странных людей, которых Губский встречал в детстве и которые произвели на него сильное впечатление. Художник часто выбирает свои мотивы из так называемых нижних слоёв общества, где он находит общечеловеческие и эстетические ценности, Губский не стремится сознательно подчеркнуть это в своих картинах, но результат тем не менее однозначен.
Я бы назвал искусство Губского своего рода аристократическим демократизмом. Этот термин, безусловно, содержит два слова, которые являются противоположностями друг друга, но именно эта противоположность лучше всего характеризует творчество Губского.

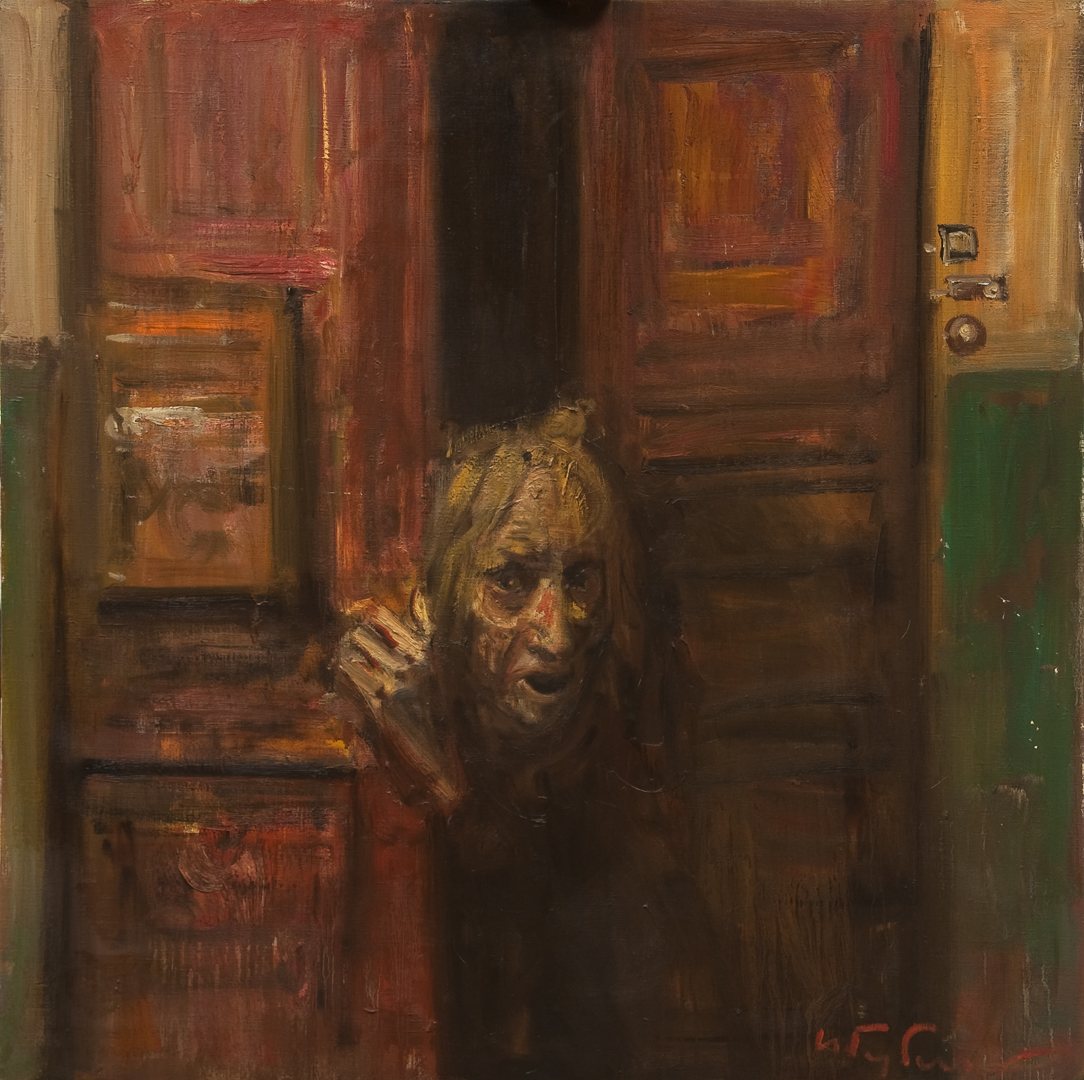
Кто там? 2009. 100х100. Холст, масло.

Известный украинский искусствовед Олеся Авраменко писала о Губском:

Игорь Губский — художник с уверенной рукой и точным глазом, обладающий умением одушевить картину несколькими динамичными мазками, благодаря которым работа наполняется дыханием, трепетом жизни. Он научился гениально претворять натурные впечатления в образы — острые, выразительные, характерные, узнаваемые и... совсем не конкретные. Умение обобщать, создавать образ типический и в то же время ярко выразительный — редкое явление даже у видавших виды реалистов.